# Caryodaphnopsis fieldii
Caryodaphnopsis fieldii är en lagerväxtart som beskrevs av Aymard & G.A.Romero. Caryodaphnopsis fieldii ingår i släktet Caryodaphnopsis och familjen lagerväxter. Inga underarter finns listade i Catalogue of Life.